# Abhyangam
El Abhyangam es una de las técnicas básicas del sistema de medicina india ayurveda. Consiste en una técnica de masaje corporal con aplicación de aceites y esencias elegidos en función del estado de cada dosha en el momento de efectuar la terapia.
El masaje ayurveda Abhyangam se lleva a cabo en todo el cuerpo, teniendo cada zona diferentes efectos que se combinan formando un tratamiento completo que incluye la relajación del sistema nervioso, la desintoxicación, la mejora del funcionamiento articular y la liberación emocional. También puede practicarse sobre regiones específicas como cabeza, pies o espalda para conseguir unos resultados concretos.
- Datos: Q320689

 Artículo sobre Pancha Karma y Abhyangam